# Simona Dimitrowa
Simona Dimitrowa (ur. 17 lipca 1994 w Płowdiwie) – bułgarska siatkarka, reprezentantka kraju, grająca na pozycji przyjmującej. Od sezonu 2019/2020 występuje w drużynie TSV Düdingen.

## Sukcesy klubowe
Mistrzostwo Bułgarii:
- 2010, 2011, 2012, 2013, 2017, 2018, 2019
- 2014
- 2009

Puchar Bułgarii:
- 2010, 2011, 2013, 2017, 2018, 2019